# Svinn
Svinn är en förlust som uppstår i förhållande till det resultat som man optimalt kan uppnå. Detta kan till exempel gälla utnyttjande av resurser.
Ordet svinns vanligaste betydelse är en negativ lagerdifferens, som synliggörs vid en inventering. Svinn kan definieras så här: 
Svinn är en ren oförsäkrad förlust, som genom avsiktlig eller oavsiktlig handling, eller underlåtenhet av handling, påverkar en varas eller varusortiments kvalitet, kvantitet eller värde, så att företagets nettovinst försämras eller uteblir.
Vid inventering av lagret kan man i ett slag få reda på en tidigare okänd och kraftigt negativ lagerdifferens, men dess orsaker är okända och svåra eller omöjliga att identifiera i efterhand. Mellan inventeringar kan det förflyta halvår och inte sällan ett helt år. Aktuellt svinn är alltså, till skillnad från till exempel inköp och försäljning liksom omsättning, under lång tid okänt i den löpande verksamhet.

## Svinnorsaker
Orsakerna till svinn kan härledas till någon eller några av följande fyra grupper:
1. Tillverkningssvinn a) avbrott, b) tid, c) funktionsbrister, d) produktfel
2. Fysiskt svinn
3. Administrativt svinn
4. Avsiktligt svinn, som i sin tur delas upp på a) kunder, b) personal, c) leverantörer och d) ägare

### Tillverkningssvinn
Tillverkningssvinn är material eller råvaror som inte på ett riktigt sätt tillvaratas för tillverkning av den slutliga produkten, eftersom råvarorna inte utnyttjas maximalt till en slutgiltig produkt. Sådant svinn kan uppkomma i industrin men också till exempel i storkök där många råvaror slutgiltigt förvandlas till matportioner.

### Fysiskt svinn
Fysiskt svinn är till exempel grönsaker som blir förstörda på livsmedelsavdelningen och datummärkning som passerats. Avförs dessa händelser inte löpande och korrekt, framkommer kassationerna som svinn. Avdunstning vid lossning av tankbilar är ett annat exempel på den här sortens svinn.

### Administrativt svinn
Administrativt svinn är felaktig eller utebliven dokumentering av differenser vid exempelvis leveranser eller vid inköp. Andra exempel är prismärkningsfel eller inventeringsfel.

### Avsiktligt svinn
Avsiktligt svinn är stöld, snatteri, bedrägeri (inte sällan med hjälp av urkundsförfalskning) och förskingring gjord av kunder, personal, leverantörer eller ägare.

## Arbete mot svinnförluster
Svinn är bland annat en effekt av brist på instruktioner, utebliven internkontroll, avsaknad av tillsyn av rutiner samt brist på utbildning och information. Vill man påverka svinnet, kan man få stor framgång genom att arbeta med företags‐ och arbetsledningens sätt att leda verksamheten. Detta är särskilt viktigt om svinnförluster tillåtits uppträda år efter år, eftersom ett återkommande svinn inte sällan är indikationer på olika grundläggande, negativa faktorer på en arbetsplats. Mot svinnförluster kan man inte försäkra sig. I vissa företag är svinnet en mycket besvärande faktor, som kan äventyra ett företags överlevnad, eller då det gäller det allmänna, förorsaka skattebetalarna onödiga kostnader. I många verksamheter borde svinnbekämpning vara en mycket lönsam åtgärd. Det är till exempel svårt (och avsevärt mera kostsamt) att öka omsättningen genom olika aktiviteter för att därigenom förbättra nettoresultatet.